# 1868 en littérature
| Années de la littérature : 1865 - 1866 - 1867 - 1868 - 1869 - 1870 - 1871    |
| Décennies de la littérature : 1830 - 1840 - 1850 - 1860 - 1870 - 1880 - 1890 |

Cet article présente les faits marquants de l'année 1868 en littérature.

## Essais
- Russie : Reprise des Annales de la Patrie par Nikolaï Nekrassov et Saltykov-Chtchédrine.
- Douze ans de séjour dans la Haute-Éthiopie, d’Arnauld Michel d'Abbadie d'Arrast.
- La Genèse selon le spiritisme d’Allan Kardec.

## Poésie
- Publication posthumes des Curiosités esthétiques de Charles Baudelaire.

## Romans
- Alphonse Daudet, Le Petit Chose
- Wilkie Collins, La Pierre de lune (The Moonstone)
- Louisa May Alcott, Les Quatre Filles du docteur March (Little Women) (30 septembre)
- Jules Verne, Les Enfants du capitaine Grant
- Fiodor Dostoïevski, L'Idiot
- Émile Zola, Thérèse Raquin
- Comtesse de Ségur, Diloy le chemineau
- Les frères Michel Lévy lancent une édition illustrée luxueuse des œuvres complètes d'Honoré de Balzac, avec ses œuvres de jeunesse rattachées pour la première fois à La Comédie humaine. Sténie ou les erreurs philosophiques est publié pour la première fois à cette occasion.

## Principales naissances
- 23 février : William Edward Burghardt Du Bois, militant, éditeur et poète américain († 27 août 1963).
- 3 mars : Émile Chartier dit Alain, philosophe, journaliste et professeur français († 2 juin 1951).
- 28 mars : Maxime Gorki, écrivain russe († 18 juin 1936).
- 1er avril : Edmond Rostand, écrivain français († 2 décembre 1918).
- 6 mai : Gaston Leroux, romancier français († 15 avril 1927).
- 6 août : Paul Claudel, écrivain français († 23 février 1955).

## Principaux décès
- 10 juin : Charles Harpur (né en 1813), poète australien.
- 30 novembre : August Blanche (né en 1811), journaliste, romancier et homme d'État suédois.
- 11 décembre : Adolphe Simonis Empis (né en 1795), auteur dramatique français.